# فهرست باشگاه‌های فوتبال قهرمان جهان
این فهرست شامل باشگاه‌های رسمی قهرمان فوتبال جهان (دوژور) است که توسط فیفا به رسمیت شناخته شده‌اند. مسابقات رسمی که این عنوان جهانی را اعطا می‌کنند عبارتند از جام بین قاره‌ای (۲۰۰۴–۱۹۶۰)، جام جهانی باشگاه‌ها (۲۰۰۰، ۲۰۰۵–تاکنون) و جام بین قاره‌ای فیفا (۲۰۲۴–تاکنون).
از سال ۲۰۲۵، جام جهانی باشگاه‌ها و جام بین قاره‌ای فیفا به عنوان مسابقات قهرمانی باشگاه‌های جهان فعلی فیفا در کنار هم وجود دارند و به ترتیب عناوین قهرمان چهارساله باشگاه‌های جهان و قهرمان سالانه باشگاه‌های جهان را به باشگاه‌های برنده اعطا می‌کنند.
قهرمان فعلی جهان، چلسی، برنده جام جهانی باشگاه‌ها ۲۰۲۵ است.

## مسابقات

### جام بین قاره‌ای
جام بین قاره‌ای که همچنین به عنوان جام اروپا/آمریکای جنوبی شناخته می‌شود، یک رقابت رسمی فوتبال بین‌المللی بود که توسط اتحادیه فوتبال اروپا (یوفا) و کنفدراسیون فوتبال آمریکای جنوبی (کونمبول) برگزار می‌شد، این مسابقات بین باشگاه‌های نماینده این کنفدراسیون‌ها، که معمولاً برندگان جام قهرمانان اروپا (که اکنون به عنوان لیگ قهرمانان اروپا شناخته می‌شود) و جام لیبرتادورس آمریکای جنوبی هستند برگزار می‌شد. این رقابت توسط نمایندگان باشگاه‌های توسعه یافته‌ترین قاره‌ها در دنیای فوتبال انجام شد. این مسابقات حالا با جام جهانی باشگاه‌ها جایگزین شده است. همه نسخه‌ها مسابقات رسمی یوفا و کونمبول، و همچنین به طور غیرمستقیم فیفا بودند.

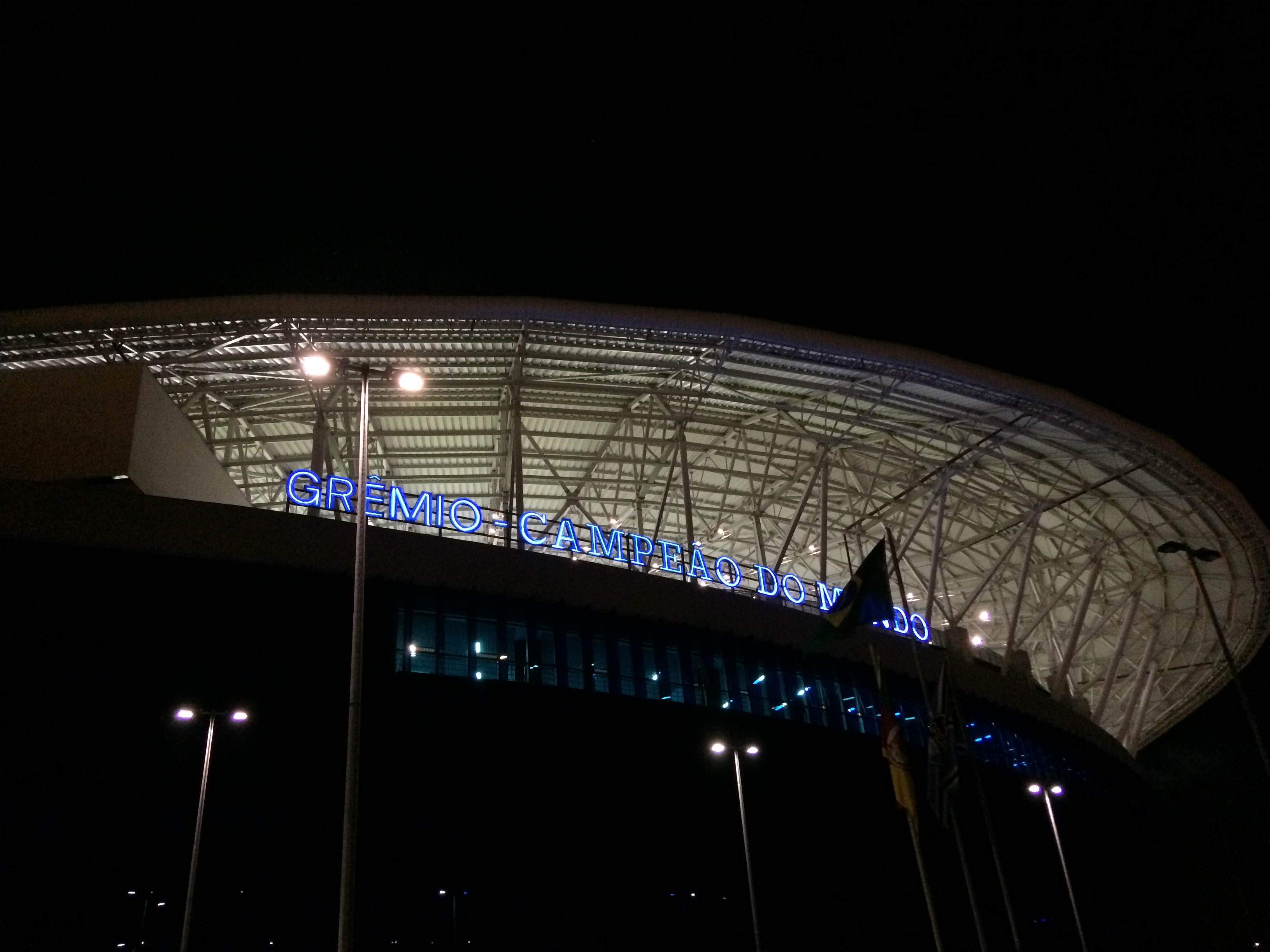
علامتی در ورزشگاه گرمیو که می‌گوید "گرمیو - قهرمان جهان"، که قهرمانی گرمیو در جام بین قاره‌ای ۱۹۸۳ را جشن می‌گیرد.

از زمان شکل گیری آن در سال ۱۹۶۰ تا ۱۹۷۹، در صورت تساوی در یک مسابقه، تا سال ۱۹۶۸ یک بازی پلی آف و بعدا ضربات پنالتی انجام می‌شد. در طول دهه ۱۹۷۰، شرکت‌کنندگان اروپایی در جام بین قاره‌ای به دلیل رویدادهای بحث برانگیز در فینال ۱۹۶۹، گاهی از بازی کردن خودداری می‌کردند، و برخی از تیم‌های قهرمان باشگاه قهرمان اروپا کنار رفتند. از سال ۱۹۸۰ تا ۲۰۰۴، مسابقات در یک مسابقه در ژاپن برگزار شد و توسط صنعت خودروسازی چندملیتی تویوتا حمایت مالی شد، که یک جایزه ثانویه (که در کنار نسخه اصلی)، یعنی جام تویوتا را ارائه می‌کرد.
در طول تاریخ فوتبال، تلاش‌های مختلفی برای سازماندهی یک تورنمنت که "بهترین تیم باشگاهی جهان" را مشخص می‌کند (مانند مسابقات قهرمانی فوتبال جهان، جام سیر توماس لیپتون، کوپا ریو و جام جهانی باشگاه‌ها کوچک) انجام شده است. اما عدم علاقه یا ناتوانی فیفا در سازماندهی مسابقات باشگاهی باعث شد این برای مدت طولانی انجام نشود. جام بین قاره‌ای توسط فیفا به عنوان سلف رسمی جام جهانی باشگاه‌ها، که برای اولین بار در سال ۲۰۰۰ برگزار شد، در نظر گرفته می شود.
همه تیم‌های برنده توسط رسانه‌های گروهی در سراسر جهان و جامعه فوتبال، از جمله فیفا (به عنوان تولیدات مرکز خبری که در وب‌سایت فیفا به‌عنوان اسناد رسمی فهرست نشده‌اند)، به‌عنوان «قهرمانان جهان» عملا در نظر گرفته شدند. در ۲۷ اکتبر ۲۰۱۷، شورای فیفا، در حالی که اتحاد آماری بین جام بین قاره‌ای و جام جهانی باشگاه‌ها را با توجه به تاریخچه این دو تورنمنت (که در سال ۲۰۰۵ با هم ادغام شدند) را ترویج نمی‌کرد، عنوان جام بین قاره‌ای را به رسمیت شناخت. همه برندگان به عنوان قهرمانان رسمی باشگاه‌های جهان، با همان عنوان برندگان جام جهانی باشگاه‌ها، یا "قهرمانان باشگاه‌های جهان" شناخته می‌شوند.

### جام جهانی باشگاه‌ها
جام جهانی باشگاه‌ها یک رقابت بین‌المللی فوتبال برای مردان است که توسط فدراسیون بین‌المللی فوتبال (فیفا)، نهاد جهانی این ورزش برگزار می‌شود. این مسابقات رسماً عنوان جهانی را به خود اختصاص می‌دهد. این مسابقات اولین بار در سال ۲۰۰۰ به عنوان مسابقات قهرمانی باشگاه‌های جهان برگزار شد. مسابقات بین سال‌های ۲۰۰۱ و ۲۰۰۴ به دلیل ترکیبی از عوامل، مهم‌تر از همه سقوط شریک بازاریابی فیفا برگزار نشد. از سال ۲۰۰۵، این مسابقات هر ساله برگزار می‌شود و میزبانی آن در برزیل، ژاپن، امارات متحده عربی، مراکش و عربستان سعودی بوده است. اعتبار جام جهانی باشگاه‌ها در بخش‌های مختلف دنیای فوتبال کاملاً متفاوت است. در حالی که به طور گسترده‌ای به عنوان برجسته‌ترین جام در سطح باشگاهی در آمریکای جنوبی در نظر گرفته می‌شود، در مقایسه با لیگ قهرمانان اروپا برای جلب علاقه بیشتر تلاش می‌کند و معمولاً به عنوان یک مسابقه با رتبه بالا شناخته نمی‌شود.
اولین مسابقات قهرمانی باشگاه‌های جهان در سال ۲۰۰۰ در برزیل برگزار شد. اما شکست ای‌اس‌ال باعث شد فیفا مسابقات را متوقف کند و مسابقات سال بعد که در اسپانیا برگزار می‌شد لغو شود. این اولین قسمت شکست خورده به موازات جام بین قاره‌ای (همچنین به عنوان جام اروپا/آمریکای جنوبی شناخته می‌شود) برگزار شد، رقابتی که به طور مشترک توسط اتحادیه فوتبال اروپا (یوفا) و کنفدراسیون فوتبال آمریکای جنوبی (کونمبول) برگزار شد که برای اولین بار در سال ۱۹۶۰ بین برندگان جام قهرمانان اروپا و جام لیبرتادورس مورد مناقشه قرار گرفت. فیفا سرانجام موفق شد رویداد معتبر ژاپنی را خریداری کند و در سال ۲۰۰۵، پس از آخرین دوره جام بین قاره‌ای، آن رقابت با فیفا ادغام شد. اولین دوره جام جهانی باشگاه‌ها شکست خورده، به «مسابقات قهرمانی باشگاه‌های جهان» تغییر نام داد و یک جام جدید جایگزین جام بین قاره‌ای و همچنین جام تویوتا شد. در سال ۲۰۰۶ این مسابقات نام فعلی خود را به خود گرفت.
فرمت مسابقات بین سال‌های ۲۰۰۷ و ۲۰۲۳ این مسابقات شامل هفت تیم بود که برای کسب عنوان قهرمانی در ورزشگاه‌های کشور میزبان در مدت حدود دو هفته با یکدیگر رقابت می‌کردند. برندگان آن سال لیگ قهرمانان آسیا (آسیا)، لیگ قهرمانان آفریقا (آفریقا)، لیگ قهرمانان کونکاکاف (آمریکای شمالی)، جام لیبرتادورس (آمریکای جنوبی)، لیگ قهرمانان اقیانوسیه (اقیانوسیه) و لیگ قهرمانان اروپا (اروپا)، به همراه قهرمان ملی کشور میزبان، در یک تورنمنت حذفی مستقیم شرکت می‌کردند. قهرمان ملی کشور میزبان در بازی پلی آف مقابل قهرمان اقیانوسیه رقابت می‌کرد که برنده آن مسابقه در مرحله یک‌چهارم نهایی به قهرمانان آسیا، آفریقا و آمریکای شمالی می‌پیوست. برندگان مرحله یک‌چهارم نهایی به مصاف قهرمانان اروپا و آمریکای جنوبی می‌رفتند که در مرحله نیمه نهایی قرار می‌گرفتند تا به فینال راه پیدا کنند. در اروپا این مسابقات تقریبا توسط رسانه‌های جمعی نادیده گرفته می‌شد، عمدتا به دلیل سطح ورزشی آن، که در مقایسه با جام بین قاره‌ای پایین‌تر از این تورنمنت تلقی می‌شد. در واقع زمانی که طرف‌ها در یک بازی یک‌باره در ژاپن (و حتی قبل از آن) با هم دیدار می‌کردند، این هنوز یک مبارزه عادلانه بود. باز شدن بازار جهانی فوتبال تعادل را تغییر داده است. این روزها بهترین بازیکنان آمریکای جنوبی (و ستاره‌های تمام قاره‌های دیگر) معمولاً در اروپا بازی می‌کنند. در ۱۶ دسامبر ۲۰۲۲، فیفا از برگزاری مسابقات گسترده‌تری خبر داد که شامل ۳۲ تیم می‌شد و هر چهار سال یک بار و در ژوئن و ژوئیه برگزار می‌شد.

### جام بین قاره‌ای فیفا
جام بین قاره‌ای فیفا یک رقابت بین‌المللی فوتبال مردان است که توسط فیفا، نهاد حاکم بر این ورزش، برگزار می‌شود. اولین دوره آن در سال ۲۰۲۴ برگزار شد. این رقابت‌ها با حضور قهرمانان باشگاه‌های شش کنفدراسیون فیفا و به صورت حذفی برگزار می‌شود و تیم اروپایی مستقیما در فینال حضور دارد. به قهرمان عنوان سالانه قهرمانان جهان اعطا می‌شود.

## نتایج
| double-dagger | پلی آف برای تعیین قهرمان           |
| (و.ا.)        | بازی در وقت اضافه به پایان رسید    |
| (پ)           | بازی با ضربات پنالتی به پایان رسید |

### جام بین قاره‌ای (۱۹۶۰–۲۰۰۴)
| سال  | قهرمان                                                                 | نتیجه                                                                  | نایب قهرمان                                                            | ورزشگاه                                                                | مکان                                                                   | منبع   |
| ---- | ---------------------------------------------------------------------- | ---------------------------------------------------------------------- | ---------------------------------------------------------------------- | ---------------------------------------------------------------------- | ---------------------------------------------------------------------- | ------ |
| ۱۹۶۰ | رئال مادرید                                                            | ۰–۰                                                                    | پنیارول                                                                | ورزشگاه سنتناریو                                                       | مونته‌ویدئو، اروگوئه                                                    | [ ۵۲ ] |
| ۱۹۶۰ | رئال مادرید                                                            | ۵–۱                                                                    | پنیارول                                                                | سانتیاگو برنابئو                                                       | مادرید، اسپانیا                                                        | [ ۵۲ ] |
| ۱۹۶۱ | پنیارول                                                                | ۰–۱                                                                    | بنفیکا                                                                 | ورزشگاه دا لوز                                                         | لیسبون، پرتغال                                                         | [ ۵۳ ] |
| ۱۹۶۱ | پنیارول                                                                | ۵–۰                                                                    | بنفیکا                                                                 | ورزشگاه سنتناریو                                                       | مونته‌ویدئو، اروگوئه                                                    | [ ۵۳ ] |
| ۱۹۶۱ | پنیارول                                                                | ‡۲–۱‡                                                                  | بنفیکا                                                                 | ورزشگاه سنتناریو                                                       | مونته‌ویدئو، اروگوئه                                                    | [ ۵۳ ] |
| ۱۹۶۲ | سانتوس                                                                 | ۳–۲                                                                    | بنفیکا                                                                 | ورزشگاه ماراکانا                                                       | ریو دو ژانیرو، برزیل                                                   | [ ۵۴ ] |
| ۱۹۶۲ | سانتوس                                                                 | ۵–۲                                                                    | بنفیکا                                                                 | ورزشگاه دا لوز                                                         | لیسبون، پرتغال                                                         | [ ۵۴ ] |
| ۱۹۶۳ | سانتوس                                                                 | ۲–۴                                                                    | میلان                                                                  | سن سیرو                                                                | میلان، ایتالیا                                                         | [ ۵۵ ] |
| ۱۹۶۳ | سانتوس                                                                 | ۴–۲                                                                    | میلان                                                                  | ورزشگاه ماراکانا                                                       | ریو دو ژانیرو، برزیل                                                   | [ ۵۵ ] |
| ۱۹۶۳ | سانتوس                                                                 | ‡۱–۰‡                                                                  | میلان                                                                  | ورزشگاه ماراکانا                                                       | ریو دو ژانیرو، برزیل                                                   | [ ۵۵ ] |
| ۱۹۶۴ | اینتر میلان                                                            | ۰–۱                                                                    | ایندپندینته                                                            | لا دوبل ویسرا                                                          | آویاندا، آرژانتین                                                      | [ ۵۶ ] |
| ۱۹۶۴ | اینتر میلان                                                            | ۲–۰                                                                    | ایندپندینته                                                            | سن سیرو                                                                | میلان، ایتالیا                                                         | [ ۵۶ ] |
| ۱۹۶۴ | اینتر میلان                                                            | ‡۱–۰ (و.ا.)‡                                                           | ایندپندینته                                                            | سانتیاگو برنابئو                                                       | مادرید، اسپانیا                                                        | [ ۵۶ ] |
| ۱۹۶۵ | اینتر میلان                                                            | ۳–۰                                                                    | ایندپندینته                                                            | سن سیرو                                                                | میلان، ایتالیا                                                         | [ ۵۷ ] |
| ۱۹۶۵ | اینتر میلان                                                            | ۰–۰                                                                    | ایندپندینته                                                            | لا دوبل ویسرا                                                          | آویاندا، آرژانتین                                                      | [ ۵۷ ] |
| ۱۹۶۶ | پنیارول                                                                | ۲–۰                                                                    | رئال مادرید                                                            | ورزشگاه سنتناریو                                                       | مونته‌ویدئو، اروگوئه                                                    | [ ۵۸ ] |
| ۱۹۶۶ | پنیارول                                                                | ۲–۰                                                                    | رئال مادرید                                                            | سانتیاگو برنابئو                                                       | مادرید، اسپانیا                                                        | [ ۵۸ ] |
| ۱۹۶۷ | راسینگ                                                                 | ۰–۱                                                                    | سلتیک                                                                  | همپدن پارک                                                             | گلاسگو، اسکاتلند                                                       | [ ۵۹ ] |
| ۱۹۶۷ | راسینگ                                                                 | ۲–۱                                                                    | سلتیک                                                                  | ال سیلیندرو                                                            | آویاندا، آرژانتین                                                      | [ ۵۹ ] |
| ۱۹۶۷ | راسینگ                                                                 | ‡۱–۰‡                                                                  | سلتیک                                                                  | ورزشگاه سنتناریو                                                       | مونته‌ویدئو، اروگوئه                                                    | [ ۵۹ ] |
| ۱۹۶۸ | استودیانتس                                                             | ۱–۰                                                                    | منچستر یونایتد                                                         | لا بومبونرا                                                            | بوئنوس آیرس، آرژانتین                                                  | [ ۶۰ ] |
| ۱۹۶۸ | استودیانتس                                                             | ۱–۱                                                                    | منچستر یونایتد                                                         | الدترافورد                                                             | منچستر، انگلیس                                                         | [ ۶۰ ] |
| ۱۹۶۹ | میلان                                                                  | ۳–۰                                                                    | استودیانتس                                                             | سن سیرو                                                                | میلان، ایتالیا                                                         | [ ۶۱ ] |
| ۱۹۶۹ | میلان                                                                  | ۱–۲                                                                    | استودیانتس                                                             | لا بومبونرا                                                            | بوئنوس آیرس، آرژانتین                                                  | [ ۶۱ ] |
| ۱۹۷۰ | فاینورد                                                                | ۲–۲                                                                    | استودیانتس                                                             | لا بومبونرا                                                            | بوئنوس آیرس، آرژانتین                                                  | [ ۶۲ ] |
| ۱۹۷۰ | فاینورد                                                                | ۱–۰                                                                    | استودیانتس                                                             | دکویپ                                                                  | روتردام، هلند                                                          | [ ۶۲ ] |
| ۱۹۷۱ | ناسیونال                                                               | ۱–۱                                                                    | پاناتینایکوس#۱                                                         | ورزشگاه کارایسکاکیس                                                    | پیرئوس، یونان                                                          | [ ۶۳ ] |
| ۱۹۷۱ | ناسیونال                                                               | ۲–۱                                                                    | پاناتینایکوس#۱                                                         | ورزشگاه سنتناریو                                                       | مونته‌ویدئو، اروگوئه                                                    | [ ۶۳ ] |
| ۱۹۷۲ | آژاکس                                                                  | ۱–۱                                                                    | ایندپندینته                                                            | لا دوبل ویسرا                                                          | آویاندا، آرژانتین                                                      | [ ۶۴ ] |
| ۱۹۷۲ | آژاکس                                                                  | ۳–۰                                                                    | ایندپندینته                                                            | ورزشگاه المپیک آمستردام                                                | آمستردام، هلند                                                         | [ ۶۴ ] |
| ۱۹۷۳ | ایندپندینته                                                            | ۱–۰                                                                    | یوونتوس#۲                                                              | المپیک رم                                                              | رم، ایتالیا                                                            | [ ۶۵ ] |
| ۱۹۷۳ | بازی برگشت برگزار نشد. ایندپندینته به عنوان برنده انتخاب شد.           |                                                                        |                                                                        |                                                                        |                                                                        | [ ۶۵ ] |
| ۱۹۷۴ | اتلتیکو مادرید#۳                                                       | ۰–۱                                                                    | ایندپندینته                                                            | لا دوبل ویسرا                                                          | آویاندا، آرژانتین                                                      | [ ۶۶ ] |
| ۱۹۷۴ | اتلتیکو مادرید#۳                                                       | ۲–۰                                                                    | ایندپندینته                                                            | ورزشگاه ویسنته کالدرون                                                 | مادرید، اسپانیا                                                        | [ ۶۶ ] |
| ۱۹۷۵ | بایرن مونیخ و ایندپندینته زمان خالی برای انجام مسابقه پیدا نکردند.     | بایرن مونیخ و ایندپندینته زمان خالی برای انجام مسابقه پیدا نکردند.     | بایرن مونیخ و ایندپندینته زمان خالی برای انجام مسابقه پیدا نکردند.     | بایرن مونیخ و ایندپندینته زمان خالی برای انجام مسابقه پیدا نکردند.     | بایرن مونیخ و ایندپندینته زمان خالی برای انجام مسابقه پیدا نکردند.     | [ ۶۷ ] |
| ۱۹۷۶ | بایرن مونیخ                                                            | ۲–۰                                                                    | کروزیرو                                                                | المپیک مونیخ                                                           | مونیخ، آلمان غربی                                                      | [ ۶۸ ] |
| ۱۹۷۶ | بایرن مونیخ                                                            | ۰–۰                                                                    | کروزیرو                                                                | مینیرو                                                                 | بلو هوریزونته، برزیل                                                   | [ ۶۸ ] |
| ۱۹۷۷ | بوکا جونیورز                                                           | ۲–۲                                                                    | بروسیا مونشن گلادباخ#۴                                                 | لا بومبونرا                                                            | بوئنوس آیرس، آرژانتین                                                  | [ ۶۹ ] |
| ۱۹۷۷ | بوکا جونیورز                                                           | ۳–۰                                                                    | بروسیا مونشن گلادباخ#۴                                                 | ویلد پارک                                                              | کارلسروهه، آلمان غربی                                                  | [ ۶۹ ] |
| ۱۹۷۸ | لیورپول به دلیل مشکلات برنامه‌ریزی از بازی با بوکا جونیورز خودداری کرد. | لیورپول به دلیل مشکلات برنامه‌ریزی از بازی با بوکا جونیورز خودداری کرد. | لیورپول به دلیل مشکلات برنامه‌ریزی از بازی با بوکا جونیورز خودداری کرد. | لیورپول به دلیل مشکلات برنامه‌ریزی از بازی با بوکا جونیورز خودداری کرد. | لیورپول به دلیل مشکلات برنامه‌ریزی از بازی با بوکا جونیورز خودداری کرد. | [ ۶۷ ] |
| ۱۹۷۹ | الیمپیا                                                                | ۱–۰                                                                    | مالمو#۵                                                                | ورزشگاه مالمو                                                          | مالمو، سوئد                                                            | [ ۷۰ ] |
| ۱۹۷۹ | الیمپیا                                                                | ۲–۱                                                                    | مالمو#۵                                                                | دیفنسورز دل چاکو                                                       | آسونسیون، پاراگوئه                                                     | [ ۷۰ ] |
| ۱۹۸۰ | ناسیونال                                                               | ۱–۰                                                                    | ناتینگهام فارست                                                        | ورزشگاه ملی توکیو                                                      | توکیو، ژاپن                                                            | [ ۷۱ ] |
| ۱۹۸۱ | فلامینگو                                                               | ۳–۰                                                                    | لیورپول                                                                | ورزشگاه ملی توکیو                                                      | توکیو، ژاپن                                                            | [ ۷۲ ] |
| ۱۹۸۲ | پنیارول                                                                | ۲–۰                                                                    | استون ویلا                                                             | ورزشگاه ملی توکیو                                                      | توکیو، ژاپن                                                            | [ ۷۳ ] |
| ۱۹۸۳ | گرمیو                                                                  | ۲–۱ (و.ا.)                                                             | هامبورگ                                                                | ورزشگاه ملی توکیو                                                      | توکیو، ژاپن                                                            | [ ۷۴ ] |
| ۱۹۸۴ | ایندپندینته                                                            | ۱–۰                                                                    | لیورپول                                                                | ورزشگاه ملی توکیو                                                      | توکیو، ژاپن                                                            | [ ۷۵ ] |
| ۱۹۸۵ | یوونتوس                                                                | ۲–۲ (و.ا.) (۴–۲ پ)                                                     | آرژانتینوس جونیورز                                                     | ورزشگاه ملی توکیو                                                      | توکیو، ژاپن                                                            | [ ۷۶ ] |
| ۱۹۸۶ | ریور پلاته                                                             | ۱–۰                                                                    | استوا بخارست                                                           | ورزشگاه ملی توکیو                                                      | توکیو، ژاپن                                                            | [ ۷۷ ] |
| ۱۹۸۷ | پورتو                                                                  | ۲–۱ (و.ا.)                                                             | پنیارول                                                                | ورزشگاه ملی توکیو                                                      | توکیو، ژاپن                                                            | [ ۷۸ ] |
| ۱۹۸۸ | ناسیونال                                                               | ۲–۲ (و.ا.) (۷–۶ پ)                                                     | پی‌اس‌وی آیندهوون                                                        | ورزشگاه ملی توکیو                                                      | توکیو، ژاپن                                                            | [ ۷۹ ] |
| ۱۹۸۹ | میلان                                                                  | ۱–۰ (و.ا.)                                                             | اتلتیکو ناسیونال                                                       | ورزشگاه ملی توکیو                                                      | توکیو، ژاپن                                                            | [ ۸۰ ] |
| ۱۹۹۰ | میلان                                                                  | ۳–۰                                                                    | الیمپیا                                                                | ورزشگاه ملی توکیو                                                      | توکیو، ژاپن                                                            | [ ۸۱ ] |
| ۱۹۹۱ | ستاره سرخ بلگراد                                                       | ۳–۰                                                                    | کولو-کولو                                                              | ورزشگاه ملی توکیو                                                      | توکیو، ژاپن                                                            | [ ۸۲ ] |
| ۱۹۹۲ | سائو پائولو                                                            | ۲–۱                                                                    | بارسلونا                                                               | ورزشگاه ملی توکیو                                                      | توکیو، ژاپن                                                            | [ ۸۳ ] |
| ۱۹۹۳ | سائو پائولو                                                            | ۳–۲                                                                    | میلان#۶                                                                | ورزشگاه ملی توکیو                                                      | توکیو، ژاپن                                                            | [ ۸۴ ] |
| ۱۹۹۴ | ولز سارسفیلد                                                           | ۲–۰                                                                    | میلان                                                                  | ورزشگاه ملی توکیو                                                      | توکیو، ژاپن                                                            | [ ۸۵ ] |
| ۱۹۹۵ | آژاکس                                                                  | ۰–۰ (و.ا.) (۴–۳ پ)                                                     | گرمیو                                                                  | ورزشگاه ملی توکیو                                                      | توکیو، ژاپن                                                            | [ ۸۶ ] |
| ۱۹۹۶ | یوونتوس                                                                | ۱–۰                                                                    | ریور پلاته                                                             | ورزشگاه ملی توکیو                                                      | توکیو، ژاپن                                                            | [ ۸۷ ] |
| ۱۹۹۷ | بروسیا دورتموند                                                        | ۲–۰                                                                    | کروزیرو                                                                | ورزشگاه ملی توکیو                                                      | توکیو، ژاپن                                                            | [ ۸۸ ] |
| ۱۹۹۸ | رئال مادرید                                                            | ۲–۱                                                                    | واسکو دوگاما                                                           | ورزشگاه ملی توکیو                                                      | توکیو، ژاپن                                                            | [ ۸۹ ] |
| ۱۹۹۹ | منچستر یونایتد                                                         | ۱–۰                                                                    | پالمیراس                                                               | ورزشگاه ملی توکیو                                                      | توکیو، ژاپن                                                            | [ ۹۰ ] |
| ۲۰۰۰ | بوکا جونیورز                                                           | ۲–۱                                                                    | رئال مادرید                                                            | ورزشگاه ملی توکیو                                                      | توکیو، ژاپن                                                            | [ ۹۱ ] |
| ۲۰۰۱ | بایرن مونیخ                                                            | ۱–۰ (و.ا.)                                                             | بوکا جونیورز                                                           | ورزشگاه ملی توکیو                                                      | توکیو، ژاپن                                                            | [ ۹۲ ] |
| ۲۰۰۲ | رئال مادرید                                                            | ۲–۰                                                                    | الیمپیا                                                                | ورزشگاه بین‌المللی یوکوهاما                                             | یوکوهاما، ژاپن                                                         | [ ۹۳ ] |
| ۲۰۰۳ | بوکا جونیورز                                                           | ۱–۱ (و.ا.) (۳–۱ پ)                                                     | میلان                                                                  | ورزشگاه بین‌المللی یوکوهاما                                             | یوکوهاما، ژاپن                                                         | [ ۹۴ ] |
| ۲۰۰۴ | پورتو                                                                  | ۰–۰ (و.ا.) (۸–۷ پ)                                                     | اونس کالداس                                                            | ورزشگاه بین‌المللی یوکوهاما                                             | یوکوهاما، ژاپن                                                         | [ ۹۵ ] |

نکات مهم
- بعد از اتفاقات جام بین قاره‌ای ۱۹۶۹، برخی تیم‌های اروپایی از حضور در مسابقات خودداری کردند.[۹۶]
- #۱  آژاکس، قهرمان جام باشگاه‌های اروپا ۷۱–۱۹۷۰، جای خود را به  پاناتینایکوس داد.[۶۳]
- #۲  آژاکس، قهرمان جام باشگاه‌های اروپا ۷۳–۱۹۷۲، جای خود را به دلایل مالی به  یوونتوس داد.[۹۷][۶۵]
- #۳  بایرن مونیخ، قهرمان جام باشگاه‌های اروپا ۷۴–۱۹۷۳ ، جای خود را به  اتلتیکو مادرید داد.[۶۶]
- #۴  لیورپول، قهرمان جام باشگاه‌های اروپا ۷۷–۱۹۷۶، جای خود را به  بروسیا مونشن گلادباخ داد.[۶۹]
- #۵  ناتینگهام فارست قهرمان جام باشگاه‌های اروپا ۷۹–۱۹۷۸، جای خود را به  مالمو داد.[۷۰]
- #۶  مارسی قهرمان لیگ قهرمانان اروپا ۹۳–۱۹۹۲، جای خود را به دلیل رسوایی رشوه در فوتبال فرانسه به  میلان داد.[۸۴]

### دوره جام جهانی باشگاه‌ها (۲۰۰۰، ۲۰۰۵–تاکنون)
| dagger        | بازی در وقت اضافه به پایان رسید    |
| double-dagger | بازی با ضربات پنالتی به پایان رسید |

| نسخه | فصل  | میزبان              | قهرمان         | نتیجه | نایب قهرمان      | مقام سوم                | نتیجه                   | مقام چهارم              | منبع            |
| ---- | ---- | ------------------- | -------------- | ----- | ---------------- | ----------------------- | ----------------------- | ----------------------- | --------------- |
| ۱    | ۲۰۰۰ | برزیل               | کورینتیانس     | ۰–۰   | واسکو دوگاما     | نیکاکسا                 | ۱–۱                     | رئال مادرید             | [ ۱۰۰ ] [ ۱۰۱ ] |
| ۲    | ۲۰۰۵ | ژاپن                | سائو پائولو    | ۱–۰   | لیورپول          | ساپریسا                 | ۳–۲                     | الاتحاد                 | [ ۱۰۲ ] [ ۱۰۳ ] |
| ۳    | ۲۰۰۶ | ژاپن                | اینترناسیونال  | ۱–۰   | بارسلونا         | الاهلی                  | ۲–۱                     | آمریکا                  | [ ۱۰۴ ] [ ۱۰۵ ] |
| ۴    | ۲۰۰۷ | ژاپن                | میلان          | ۴–۲   | بوکا جونیورز     | اوراوا رد دایموندز      | ۲–۲                     | ستاره ساحلی             | [ ۱۰۷ ] [ ۱۰۸ ] |
| ۵    | ۲۰۰۸ | ژاپن                | منچستر یونایتد | ۱–۰   | ال‌دی‌یو کیتو      | گامبا اوساکا            | ۱–۰                     | پاچوکا                  | [ ۱۰۹ ] [ ۱۱۰ ] |
| ۶    | ۲۰۰۹ | امارات متحده عربی   | بارسلونا       | ۲–۱   | استودیانتس       | پوهانگ استیلرز          | ۱–۱                     | آتلانتی                 | [ ۱۱۳ ] [ ۱۱۴ ] |
| ۷    | ۲۰۱۰ | امارات متحده عربی   | اینتر میلان    | ۳–۰   | تی‌پی مازمبه      | اینترناسیونال           | ۴–۲                     | سئونگنام ایلهوا چونما   | [ ۱۱۵ ] [ ۱۱۶ ] |
| ۸    | ۲۰۱۱ | ژاپن                | بارسلونا       | ۴–۰   | سانتوس           | السد                    | ۰–۰                     | کاشیوا ریسول            | [ ۱۱۸ ] [ ۱۱۹ ] |
| ۹    | ۲۰۱۲ | ژاپن                | کورینتیانس     | ۱–۰   | چلسی             | مونتری                  | ۲–۰                     | الاهلی                  | [ ۱۲۰ ] [ ۱۲۱ ] |
| ۱۰   | ۲۰۱۳ | مراکش               | بایرن مونیخ    | ۲–۰   | الرجا کازابلانکا | اتلتیکو مینیرو          | ۳–۲                     | گوانگژو اورگرند         | [ ۱۲۲ ] [ ۱۲۳ ] |
| ۱۱   | ۲۰۱۴ | مراکش               | رئال مادرید    | ۲–۰   | سن لورنسو        | اوکلند سیتی             | ۱–۱                     | کروز آزول               | [ ۱۲۵ ] [ ۱۲۶ ] |
| ۱۲   | ۲۰۱۵ | ژاپن                | بارسلونا       | ۳–۰   | ریور پلاته       | سانفریس هیروشیما        | ۲–۱                     | گوانگژو اورگرند         | [ ۱۲۷ ] [ ۱۲۸ ] |
| ۱۳   | ۲۰۱۶ | ژاپن                | رئال مادرید    | ۴–۲   | کاشیما آنتلرز    | اتلتیکو ناسیونال        | ۲–۲                     | آمریکا                  | [ ۱۳۱ ] [ ۱۳۲ ] |
| ۱۴   | ۲۰۱۷ | امارات متحده عربی   | رئال مادرید    | ۱–۰   | گرمیو            | پاچوکا                  | ۴–۱                     | الجزیره                 | [ ۱۳۳ ]         |
| ۱۵   | ۲۰۱۸ | امارات متحده عربی   | رئال مادرید    | ۴–۱   | العین            | ریور پلاته              | ۴–۰                     | کاشیما آنتلرز           | [ ۱۳۴ ]         |
| ۱۶   | ۲۰۱۹ | قطر                 | لیورپول        | ۱–۰   | فلامینگو         | مونتری                  | ۲–۲                     | الهلال                  | [ ۱۳۵ ]         |
| ۱۷   | ۲۰۲۰ | قطر                 | بایرن مونیخ    | ۱–۰   | اونال            | الاهلی                  | ۰–۰                     | پالمیراس                | [ ۱۳۵ ]         |
| ۱۸   | ۲۰۲۱ | امارات متحده عربی   | چلسی           | ۲–۱   | پالمیراس         | الاهلی                  | ۴–۰                     | الهلال                  | [ ۱۳۶ ]         |
| ۱۹   | ۲۰۲۲ | مراکش               | رئال مادرید    | ۵–۳   | الهلال           | فلامینگو                | ۴–۲                     | الاهلی                  | [ ۱۳۷ ]         |
| ۲۰   | ۲۰۲۳ | عربستان سعودی       | منچستر سیتی    | ۴–۰   | فلومیننزه        | الاهلی                  | ۴–۲                     | اوراوا رد دایموندز      | [ ۱۳۸ ]         |
| ۲۱   | ۲۰۲۵ | ایالات متحده آمریکا | چلسی           | ۳–۰   | پاری سن-ژرمن     | فلومیننزه و رئال مادرید | فلومیننزه و رئال مادرید | فلومیننزه و رئال مادرید | [ ۱۳۹ ] [ ۱۴۰ ] |

### جام بین قاره‌ای فیفا (۲۰۲۴–تاکنون)
| سال  | قهرمان      | نتیجه | نایب قهرمان | ورزشگاه       | مکان       | تماشاگران |
| ---- | ----------- | ----- | ----------- | ------------- | ---------- | --------- |
| ۲۰۲۴ | رئال مادرید | ۳–۰   | پاچوکا      | ورزشگاه لوسیل | لوسیل، قطر | ۶۷،۲۴۹    |
| ۲۰۲۵ | نامشخص      | –     | نامشخص      | نامشخص        | نامشخص     | نامشخص    |

## قهرمانان

### بر پایه باشگاه
فیفا دو نوع قهرمان جهان دارد: آنهایی که از جام بین قاره‌ای و آنهایی که از جام جهانی باشگاه‌ها به دست می‌آیند (دو رقابت، هر چند متفاوت، عنوان یکسانی دارند) بنابراین بر طبق آنچه که به طور رسمی توسط فیفا ابلاغ شده است، تعداد کل عناوین رسمی جهانی به شرح زیر است:
نکات مهم
| ج‌.ب.   | جام بین قاره‌ای (منحل شده) |
| ج.ج.ب. | جام جهانی باشگاه‌ها        |
| ج.ب.ف. | جام بین قاره‌ای فیفا       |

| باشگاه           | کشور     | مجموع | ج‌.ب. | ج.ب.ج. | ج.ب.ف. | سال‌های قهرمانی                                       |
| ---------------- | -------- | ----- | ---- | ------ | ------ | ---------------------------------------------------- |
| رئال مادرید      | اسپانیا  | ۹     | ۳    | ۵      | ۱      | ۱۹۶۰، ۱۹۹۸، ۲۰۰۲، ۲۰۱۴، ۲۰۱۶، ۲۰۱۷، ۲۰۱۸، ۲۰۲۲، ۲۰۲۴ |
| میلان            | ایتالیا  | ۴     | ۳    | ۱      | ۰      | ۱۹۶۹، ۱۹۸۹، ۱۹۹۰، ۲۰۰۷                               |
| بایرن مونیخ      | آلمان    | ۴     | ۲    | ۲      | ۰      | ۱۹۷۶، ۲۰۰۱، ۲۰۱۳، ۲۰۲۰                               |
| پنیارول          | اروگوئه  | ۳     | ۳    | ۰      | ۰      | ۱۹۶۱، ۱۹۶۶، ۱۹۸۲                                     |
| ناسیونال         | اروگوئه  | ۳     | ۳    | ۰      | ۰      | ۱۹۷۱، ۱۹۸۰، ۱۹۸۸                                     |
| بوکا جونیورز     | آرژانتین | ۳     | ۳    | ۰      | ۰      | ۱۹۷۷، ۲۰۰۰ (ج.ب.)، ۲۰۰۳                              |
| سائو پائولو      | برزیل    | ۳     | ۲    | ۱      | ۰      | ۱۹۹۲، ۱۹۹۳، ۲۰۰۵                                     |
| اینتر میلان      | ایتالیا  | ۳     | ۲    | ۱      | ۰      | ۱۹۶۴، ۱۹۶۵، ۲۰۱۰                                     |
| بارسلونا         | اسپانیا  | ۳     | ۰    | ۳      | ۰      | ۲۰۰۹، ۲۰۱۱، ۲۰۱۵                                     |
| سانتوس           | برزیل    | ۲     | ۲    | ۰      | ۰      | ۱۹۶۲، ۱۹۶۳                                           |
| ایندپندینته      | آرژانتین | ۲     | ۲    | ۰      | ۰      | ۱۹۷۳، ۱۹۸۴                                           |
| آژاکس            | هلند     | ۲     | ۲    | ۰      | ۰      | ۱۹۷۲، ۱۹۹۵                                           |
| یوونتوس          | ایتالیا  | ۲     | ۲    | ۰      | ۰      | ۱۹۸۵، ۱۹۹۶                                           |
| پورتو            | پرتغال   | ۲     | ۲    | ۰      | ۰      | ۱۹۸۷، ۲۰۰۴                                           |
| منچستر یونایتد   | انگلستان | ۲     | ۱    | ۱      | ۰      | ۱۹۹۹، ۲۰۰۸                                           |
| کورینتیانس       | برزیل    | ۲     | ۰    | ۲      | ۰      | ۲۰۰۰ (ج.ج.ب.)، ۲۰۱۲                                  |
| چلسی             | انگلستان | ۲     | ۰    | ۲      | ۰      | ۲۰۲۱، ۲۰۲۵ (ج.ج.ب.)                                  |
| راسینگ           | آرژانتین | ۱     | ۱    | ۰      | ۰      | ۱۹۶۷                                                 |
| استودیانتس       | آرژانتین | ۱     | ۱    | ۰      | ۰      | ۱۹۶۸                                                 |
| فاینورد          | هلند     | ۱     | ۱    | ۰      | ۰      | ۱۹۷۰                                                 |
| اتلتیکو مادرید   | اسپانیا  | ۱     | ۱    | ۰      | ۰      | ۱۹۷۴                                                 |
| الیمپیا          | پاراگوئه | ۱     | ۱    | ۰      | ۰      | ۱۹۷۹                                                 |
| فلامینگو         | برزیل    | ۱     | ۱    | ۰      | ۰      | ۱۹۸۱                                                 |
| گرمیو            | برزیل    | ۱     | ۱    | ۰      | ۰      | ۱۹۸۳                                                 |
| ریور پلاته       | آرژانتین | ۱     | ۱    | ۰      | ۰      | ۱۹۸۶                                                 |
| ستاره سرخ بلگراد | یوگسلاوی | ۱     | ۱    | ۰      | ۰      | ۱۹۹۱                                                 |
| ولز سارسفیلد     | آرژانتین | ۱     | ۱    | ۰      | ۰      | ۱۹۹۴                                                 |
| بروسیا دورتموند  | آلمان    | ۱     | ۱    | ۰      | ۰      | ۱۹۹۷                                                 |
| اینترناسیونال    | برزیل    | ۱     | ۰    | ۱      | ۰      | ۲۰۰۶                                                 |
| لیورپول          | انگلستان | ۱     | ۰    | ۱      | ۰      | ۲۰۱۹                                                 |
| منچستر سیتی      | انگلستان | ۱     | ۰    | ۱      | ۰      | ۲۰۲۳                                                 |

### بر پایه کشور
| کشور         | مجموع | ج‌.ب. | ج.ب.ج. | ج.ب.ف. |
| ------------ | ----- | ---- | ------ | ------ |
| اسپانیا (۳)  | ۱۳    | ۴    | ۸      | ۱      |
| برزیل (۶)    | ۱۰    | ۶    | ۴      | ۰      |
| آرژانتین (۶) | ۹     | ۹    | ۰      | ۰      |
| ایتالیا (۳)  | ۹     | ۷    | ۲      | ۰      |
| اروگوئه (۲)  | ۶     | ۶    | ۰      | ۰      |
| انگلستان (۴) | ۶     | ۱    | ۵      | ۰      |
| آلمان (۲)    | ۵     | ۳    | ۲      | ۰      |
| هلند (۲)     | ۳     | ۳    | ۰      | ۰      |
| پرتغال (۱)   | ۲     | ۲    | ۰      | ۰      |
| پاراگوئه (۱) | ۱     | ۱    | ۰      | ۰      |
| صربستان (۱)  | ۱     | ۱    | ۰      | ۰      |

نکته: عدد داخل پرانتز نشان دهنده تعداد باشگاه‌های قهرمان جهان در آن فدراسیون است.

### بر پایه کنفدراسیون
| کنفدراسیون   | مجموع | ج‌.ب. | ج.ب.ج. | ج.ب.ف. |
| ------------ | ----- | ---- | ------ | ------ |
| یوفا (۱۶)    | ۲۹    | ۲۱   | ۱۷     | ۱      |
| کونمبول (۱۵) | ۲۶    | ۲۲   | ۴      | ۰      |

نکته: عدد داخل پرانتز نشان دهنده تعداد باشگاه‌های قهرمان جهان در آن کنفدراسیون است.